# Иванов, Никита Васильевич
Никита Васильевич Иванов (род. 31 марта 1989, Темиртау, Казахская ССР,СССР) — казахстанский хоккеист, нападающий астанинского «Барыса», выступающего в КХЛ. Игрок сборной Казахстана.

## Карьера
Воспитанник темиртауского хоккейной школы. С сезона 2005/06 выступал в игравшей в первой лиге команде «Сибирь-2».
Участвовал в юниорском чемпионате мира 2007 года, где казахстанская сборная заняла третье место в дивизионе IA. А Никита, забив 5 шайб и сделав 7 результативных передач, стал лучшим ассистентом.
Сезон 2007/08 года Никита провёл в «Барысе», но в главной команде провёл лишь 4 игры. Но при этом провёл почти все игры в дочерней команде. На молодёжном чемпионате мира 2008 года, где сборная Казахстана стала восьмой, Никита провёл 6 игр.
Три сезона Никита провёл в «Крыльях Советов».
Начиная с 2011 года Никита играет в клубах ВХЛ: «Саров», «Кубань», «Сокол», «Дизель». А в 2015 году вернулся в Казахстан, где начал выступать за "Сарыарка, также играющую в российской ВХЛ.
На чемпионат мира 2016 года был включён в состав сборную Казахстана.